# Ljusets hjärta

## Rollista (i urval)
- Rasmus Lyberth
- Vivi Nielsen
- Niels Platow
- Kenneth Rasmussen
- Knud Petersen
- Laila Rasmussen
- Agga Olsen
- Nukaka Coster-Waldau
- Jens Davidsen
- Henrik Larsen
- Søren Hauch-Fausbøll
- Asger Reher
- Karina Skands
- Julie Carlsen